# Марция Евфимия
Ма́рция Евфи́мия (также известна как Э́лия Ма́рция Евфи́мия; лат. Marcia Euphimia; ок. 430 — после 11 июля 472 года) — дочь императора Восточной Римской империи Маркиана, супруга западно-римского императора Прокопия Антемия (годы правления 467—472).

## Биография

### Семья
Марция Евфимия — единственная известная дочь византийского императора Маркиана от первого брака с неизвестной женщиной. Её мачехой была августа Пульхерия, вторая жена её отца и сестра его предшественника на троне Феодосия II. Их брак был чисто политическим союзом, позволившим Маркиану стать членом династии Феодосия. Как было широко распространено среди византийских аристократок той поры, Пульхерия дала религиозную клятву о целомудрии, поэтому её брак с Маркианом так и не был консуммирован, и у Евфимии не было младших единокровных братьев и сестер.
Евагрий Схоластик цитирует Приска, заявляя, что Маркиан «был сыном одного воина, родом фракийца. Намереваясь вступить в звание своего отца, он шел в Филиппополь, чтобы там приписаться к воинскому отряду». Феодор Чтец, однако, сообщает, что Марциан был иллирийцем.

### Брак
Свадьба Евфимии с Антемием предполагается приблизительно в 453. Её муж был сыном Прокопия (magister militum Восточной Римской империи с 422 по 424 гг. По свидетельству Сидония Аполлинария, Прокопий был тёзкой и потомком узурпатора 365—366 гг. Прокопия — родственника императора Юлиана.
Отец и сын считаются возможными потомками Артемизии, о которой Иоанн Златоуст упомянул в 380 году как о вдове неудавшегося римского узурпатора, которая проживает в бедности после гибели супруга. К тому времени, когда Иоанн упомянул её, Артемизия жила жизнью слепой нищей. Зосим же сообщает, что Прокопия пережили его неназванная жена и дети, таким образом, возможна идентификация Артемизии как его вдовы. Из письма Иоанна Златоуста «К молодой вдове»: «Рассказывают и об Артемизии, жене очень знатного человека; за то, что и он стал домогаться верховной власти, она доведена была до такой же бедности и ослепла; потому что частью великость печали, частью множество слёз помрачили её зрение, и она теперь нуждается в сторонней помощи, чтобы дойти до чужих дверей и таким образом получить необходимую пищу».
Тёзкой Антемия был его дед по материнской линии Антемий, преторианский префект Востока и по сути регент Восточной Римской империи во времена позднего правления Аркадия и первых лет царствования Феодосия II. Он более известен по строительству укреплений знаменитых Феодосийских стен.
После женитьбы на Марции Антемий получил титул комита (главнокомандующего) Фракии и был отправлен на дунайскую границу, чтобы усилить её оборону. В 454 он был отозван в Константинополь, где получил ранг патриция и magister militum Востока. В 455 стал консулом вместе с императором Запада Валентинианом III. Историки интерпретируют список почестей, которых был удостоен Артемий, как то, что Маркиан готовил своего зятя для возможного вступления на престол. Иоанн Малала полагал, что Маркиан назвал Антемия императором Западной Римской империи. Однако это считается анахронизмом летописца.

### Смерть Маркиана
В январе 457 г. Маркиан скончался от болезни, предположительно гангрены.
Со смертью отца Евфимия перестала быть членом императорской семьи. Антемий остался на службе нового императора в звании magister militum, его основной задачей была защита границ империи. Около 460 он нанес поражение остготам Валамира в Иллирии, а зимой 466/467 разгромил гуннов Хормидака, перешедших замёрзший Дунай и вторгшихся в Дакию.

### Императрица
Согласно Приску, Гейзерих, король вандалов, проводил ежегодные набеги на Сицилию и Италию с момента разграбления Рима в 455 году. Он аннексировал ряд римских городов к своему королевству и разграбил многие другие. Но два десятилетия спустя западные провинции стали «обделены людьми и деньгами» и были уже неспособны давать вандалам достаточное количество добычи при грабежах. Поэтому он расширил ареал своих набегов, включив территории Иллирии, Пелопоннес, Центральной Греции и все близлежащие острова. Лев I, столкнувшись с новой угрозой, решил назначить нового западно-римского императора — западный трон оставался вакантным после смерти Либия Севера в 465 году, — чтобы эффективнее бороться с Гейзерихом.
Лев Макелла выбрал Антемия. Антемий отправился в Рим с армией под командованием magister militum Иллирии Марцеллина и был провозглашен императором Запада 12 апреля 467, недалеко от Рима.
Евфимия изображалась как августа на римских монетах периода 467—472. Однако её роль как императрицы подтверждается только этими археологическими свидетельствами, поскольку литературные источники перестают упоминать её к моменту, когда Антемий переехал в Италию.
Согласно фрагментарной хронике Иоанна Антиохийского, монаха VII века, отождествлямого с Иоанном Седрским, сирийским православным патриархом Антиохии с 641 по 648 год, император Западной Римской империи Прокопий Антемий был убит в 472 году всемогущим военачальником Рицимером в ходе гражданской войны. Выжила ли Марция Евфимия после смерти своего мужа, неизвестно.

### Семья
У Марции Евфимии и Антемия было, по крайней мере, пять известных детей — дочь и четыре сына:
- Алипия, жена Рицимера
- Антемиол
- Маркиан, женат на Леонтии, младшей дочери Льва I и Верины. Супруги организовали в 478—479 годах восстание против Зенона с целью захвата власти. После своего поражения они были сосланы в Исаврию[7]
- Прокопий Антемий
- Ромул